# Piatra
Piatra is een Roemeense gemeente in het district Teleorman.
Piatra telt 3492 inwoners.